# Andreas von Hüttenbrenner

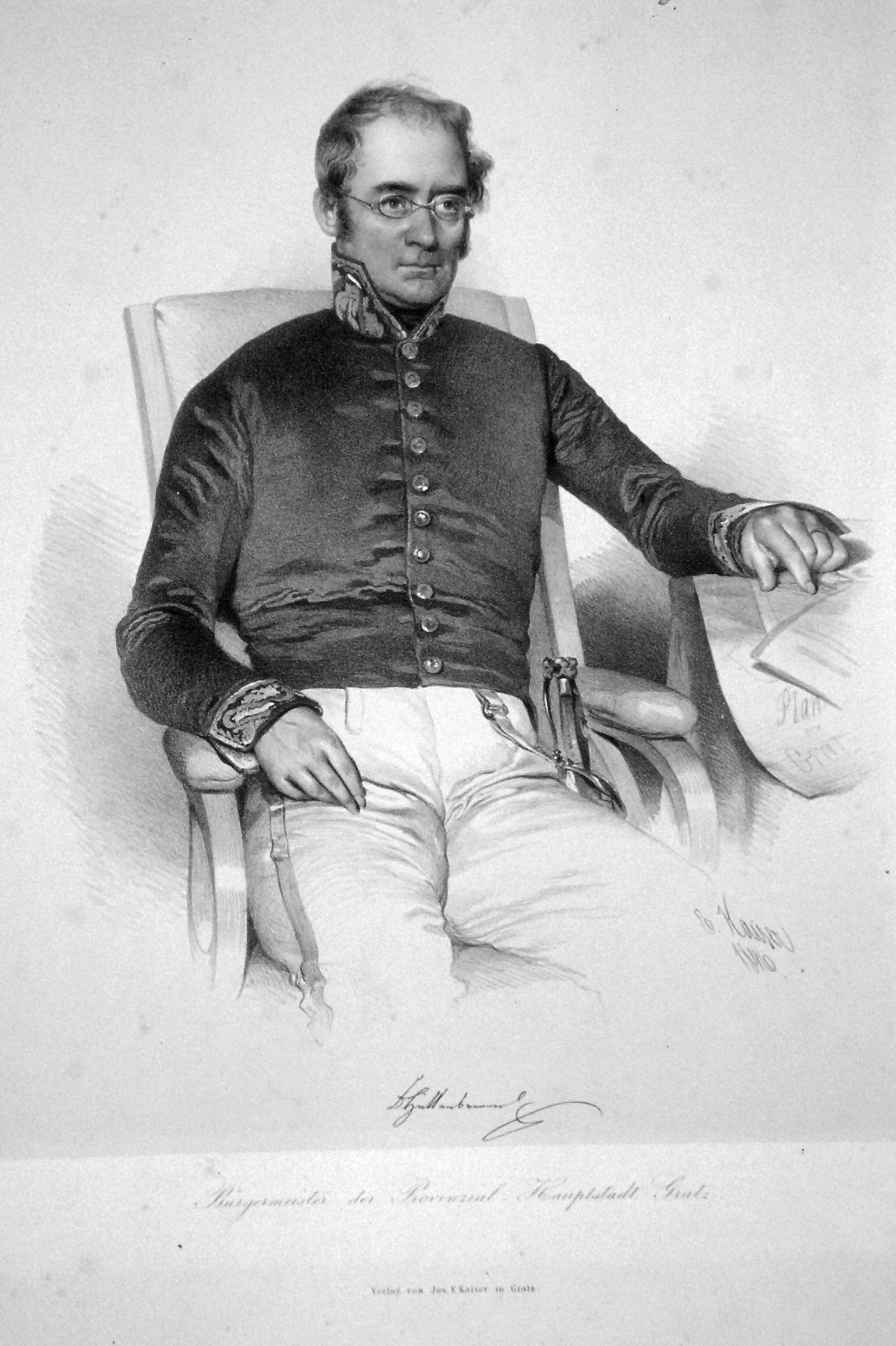
Andreas von Hüttenbrenner, Lithographie von Eduard Kaiser, 1846

Andreas Ritter von Hüttenbrenner (* 3. November 1797 in Graz; † 10. August 1869 ebenda) war ein österreichischer Jurist und Politiker und Bürgermeister von Graz.

## Leben
Von den vier Hüttenbrenner-Brüdern Anselm (1794–1868), Joseph Vinzenz (1796–1873) und Heinrich (1799–1830) war Andreas Hüttenbrenner der zweitjüngste. 
Nach dem Besuch des Grazer Gymnasiums studierte er Rechtswissenschaften in Graz. Während seines Studiums wurde er 1820 Mitglied im Grazer burschenchaftlichen Kreis. Er wurde zum Dr. iur. promoviert. 
Nach seinem Studium wurde er 1821 Auskultant beim Grazer Magistrat und war dort von 1831 bis 1839 als geprüfter Magistratsrat tätig, bevor er bis 1844 als Vizebürgermeister und dann bis 1848 als Bürgermeister wirkte. 1849 wurde er Oberlandesgerichtsrat und arbeitete in der Gerichtseinführungskommission. Später wurde er Wirklicher Oberlandesgerichtsrat und 1863 als "Ritter von Hüttenbrenner" in den erblichen Adelsstand erhoben. 
Er ist auf dem St.-Leonhard-Friedhof in Graz beigesetzt.